# Переважне приєднання
Процес переважного приєднання — це такий процес, при якому певна кількість, як правило, багатства або довіри, розподіляється між кількома особами або об'єктами в залежності від того, скільки вони вже мають, так, що, хто вже володіють більшою часткою отримують більше, ніж ті, у кого менша частка. «Переважне приєднання» — це лише найновіше з багатьох назв, які мають подібні процеси. Їх можна зустріти під назвами процес Юля, сукупна перевага, багаті багатіють і, менш правильно, ефект Матфея. Вони також пов'язані з законом Гібрата. Основною причиною наукового інтересу до переважного приєднання є те, що за відповідних обставин він може породжувати степеневий розподіл.

## Визначення
Процес переважного приєднання — це процес стохастичної урни, тобто процес, в якому випадкові чи частково випадкові форми додаються до окремих одиниць багатства, які зазвичай називають «кулями», до набору об'єктів або контейнерів, які зазвичай називають «урнами». Процес переважного додавання — це процес стохастичної урни, в якому додаткові кулі додаються безперервно до системи і розподіляються між урнами як зростаюча функція кількості куль, які урна вже має. У найбільш поширених прикладах кількість урн також постійно зростає, хоча це не є необхідною умовою для пільгового прикріплення, і приклади вивчались при постійному або навіть зменшеному кількості урн.
Класичним прикладом процесу переважного приєднання є зростання кількості видів на рід у деяких вищих таксонах біотичних організмів. Нові роди («урни») додаються до таксона кожного разу, коли новий вигляд вважається достатньо відмінним від попередників (він не належить до жодного з родів). Нові види («кульки») додаються як старі специфікації (тобто, розділені на два), і, якщо припустити, що нові види належать до того ж роду, що і їх батьки (за винятком тих, які починають нові роди), ймовірність того, що новий вид додається до роду буде пропорційним кількості видів, роду яких вже є. Цей процес, вперше вивчений Юлем, є лінійним пріоритетним процесом прив'язки, оскільки швидкість, з якою роди набувають нового виду, є лінійними у кількості, який вони вже мають.
Відомо, що переважно лінійні процеси прикріплення, в яких збільшується кількість урн, забезпечують розподіл куль по урнам за так званим розподілом Юле. У самому загальному вигляді процесу, кульки додаються до системи загальною швидкістю m нових куль на кожну нову урну. Кожна щойно створена урна починається з кульок {\displaystyle k_{0}}, а подальші кульки додається до урн із швидкістю, пропорційної кількості {\displaystyle k}, яку вони вже мають плюс константа {\displaystyle a>-k_{0}}. З цими визначеннями, частка {\displaystyle P\left(k\right)} урн, що мають кульки в довгому періоді, дається.
{\displaystyle P(k)={\mathrm {B} (k+a,\gamma ) \over \mathrm {B} (k_{0}+a,\gamma -1)},}
для {\displaystyle k\geq k_{0}} (і нуль в іншому випадку), де {\displaystyle B\left(x\,y\right)} є Ейлером бета-функція:
{\displaystyle \mathrm {B} (x,y)={\Gamma (x)\Gamma (y) \over \Gamma (x+y)},}
зі стандартною гамма-функцією {\displaystyle \Gamma \left(x\right)}, та
{\displaystyle \gamma =2+{k_{0}+a \over m}.}
Функція бета асимптотично веде себе як {\displaystyle B\left(x\,,y\right)\approx x^{-y}} для великих {\displaystyle x} і фіксованого {\displaystyle y}, це означає, що для великих значень {\displaystyle k} ми маємо
{\displaystyle P(k)\propto k^{-\gamma }.}
Іншими словами, переважна система приєднання створює розподіл з «довгим хвостом», який підкоряється розподілу Парето або степеневому розподілу. Це є основною причиною історичного інтересу до пріоритетної прихильності: емпірично спостерігається поширення видів та багато інших явищ для дотримання законів про владу, а переважної прихильності — механізм провідного кандидата, який пояснює цю поведінку. Переважне приєднання вважається можливим кандидатом для, серед інших позицій, розподілу розмірів міст, багатства надзвичайно заможних людей, кількості посилань, отриманих науковими публікаціями, і кількості посилань на сторінки в World Wide Web.
Описана тут загальна модель включає в себе багато інших конкретних моделей як особливих випадків. Наприклад, у прикладі виду / роду, кожен рід починається з одного виду ({\displaystyle k_{0}=1}) отримує нові види безпосередньо пропорційно кількості, яке вже має ({\displaystyle a=0}), а також {\displaystyle P\left(k\right)={\frac {B\left(k,\gamma \right)}{B\left(k_{0},\gamma -1\right)}}}, де {\displaystyle \gamma =2+frac{1}{m}}. Аналогічна ціна моделі для наукових цитат відповідає {\displaystyle k_{0}=0\,a=1} і широко вивчена модель Барабаші — Альберта відповідає {\displaystyle k_{0}=m\,a=0}.
Переважне приєднання іноді називають ефектом Матфея, але вони не завжди еквівалентні. Ефект Матфея, вперше обговорений Робертом Кінг Мертоном, названий як уривок з Біблії Євангеліє від Матвія: «Бо кожному, хто матиме, буде дано більше, і він матиме достаток. Той, у кого не має, навіть у нього буде взято» (Євангеліє від Матвія 25:29, New International Version). Процес переважного приєднання не включає відібрану частину. Однак цей момент може бути стриманим, оскільки наукове розуміння ефекту Матфея в будь-якому випадку цілком відрізняється. Якісно він має на меті описувати не механічний мультиплікативний ефект, як переважну прихильність, а конкретна поведінка людини, в якій люди, швидше за все, віддають належне знаменитому, ніж мало відомому. Класичним прикладом ефекту Матфея є наукове відкриття, зроблене одночасно двома різними людьми, одна добре відома та інша мало відома. Вважається, що за цих обставин люди частіше за все віддають перевагу відомому вченому. Таким чином, реальний світовий ефект, який мав на меті описати ефект Матфея, цілком відрізняється від (хоча, безумовно, пов'язаного з ним) пільгової прихильності.

## Історія
Перший жорсткий розгляд питання щодо переважного приєднання був проведений Юлем в 1925 році, який використовував його для пояснення розподілу численності видів та різновид квітучих рослин за ступеню. Процес його іноді називають «процесом Юля» на його честь. Юлю вдалося показати, що цей процес послужив поштовхом до розповсюдження з силовим хвостом, але деталі його доказів, за сучасними стандартами, були обмеженими та складними, оскільки сучасні інструменти стохастичної теорії процесів ще не існували, і він був змушений використовувати більш громіздкі методи доведення.
Більшість сучасних методів переважного приєднання використовують метод магістрального рівняння, використання якого в цьому контексті було започатковано Саймоном у 1955 році в роботі з розподілу розмірів міст та інших явищ.
Перше застосування переважного приєднання до вивчених посилань було дано Прайсом у 1976 році (Він назвав цей процес процесом «сукупної переваги»). За ним також було першим застосуванням процесу зростання мережі, виробляючи те, що тепер називається складною мережею. Саме в контексті зростання мережі цей процес найчастіше вивчається сьогодні. Прайс також сприяв преференційній прив'язі як можливе пояснення законів про владу в багатьох інших явищах, включаючи закон Лотки наукової продуктивності та закону Бредфорда використання щоденника.
Застосування переважного приєднання для зростання Всесвітньої павутини було запропоновано Барабаші та Альбертом у 1999 році. Барабаші й Альберт також називали «переважне приєднання», за яким цей процес найвідоміший сьогодні, і запропонували, що цей процес може застосовуватися і до зростання інших мереж. Для зростаючих мереж точна функціональна форма переважного приєднання може бути оцінена в максимальну оцінку правдоподібності.